# Ericus Olai
Ericus Olai (também conhecido como Erik Olofsson, Erik Olsson, Ericus Upsalensis, Helge doctor Erik; nascido na década de 1420 -  falecido em 1486) foi um teólogo, historiador e professor sueco, ativo na Universidade de Uppsala em 1477-1486. É considerado ”o pai da historiografia sueca” e o iniciador do movimento goticista através da sua obra Chronica regni Gothorum (também Historia Suecorum Gothorumque), na qual é exposta pela primeira vez a história da Suécia, de forma estruturada e com nexo.

## Biografia
Nem a data, nem o local de seu nascimento são conhecidos com certeza. Ele provavelmente nasceu na década de 1420. Durante o reinado de Nicolaus Ragvaldi como arcebispo, Olai ingressou na Universidade de Rostock em 1447, obtendo seu Magister Artium em 1452. Em 4 de abril de 1459, se tornou o cônego mais jovem na Catedral de Uppsala e nas duas décadas seguintes foi nomeado para três prebendas.
Ericus foi admitido como baccalaureus incorporatus na faculdade de teologia da Universidade de Siena em 27 de maio de 1475, obtendo o Magister in Sacra Theologia lá em 30 de maio de 1475. Tornou-se professor de teologia na recém-fundada Universidade de Uppsala em 1477 e deão da Catedral de Uppsala em 1479. Morreu na véspera de Natal de 1486 e foi sepultado na Catedral de Uppsala. Seu túmulo era o centro de uma substancial tradição local de veneração ao "santo doutor Ericius". Sua lápide foi destruída em um incêndio em 1702.

Olai iniciou o que se tornaria o movimento Gothicismus do nacionalismo romântico sueco em sua Chronica Regni Gothorum, um relato da história sueca até 1468 (concluído antes de 1475). Também traduziu o hino Een rikir man do latim, o primeiro poema sueco a ser impresso.